# Sačany
Osada Sačany s původně gotickým kostelem svatého Jana Křtitele se nachází asi 0,6 km západně od vesnice Vrbky.

## Historie
První zmínka o zdejším kostele je z roku 1397. Osada Sačany byla vypálena za husitských válek vojskem krále Zikmunda v roce 1421. Po husitským válkách byl obnoven pouze kostel s farou a hřbitovem. Věž kostela byla přistavěna až v roce 1753. Dnešní osada Sačany znovu vznikla postavením obytného stavení v roce 1768, ke kterému se pomalu přidaly další.

## Fotogalerie

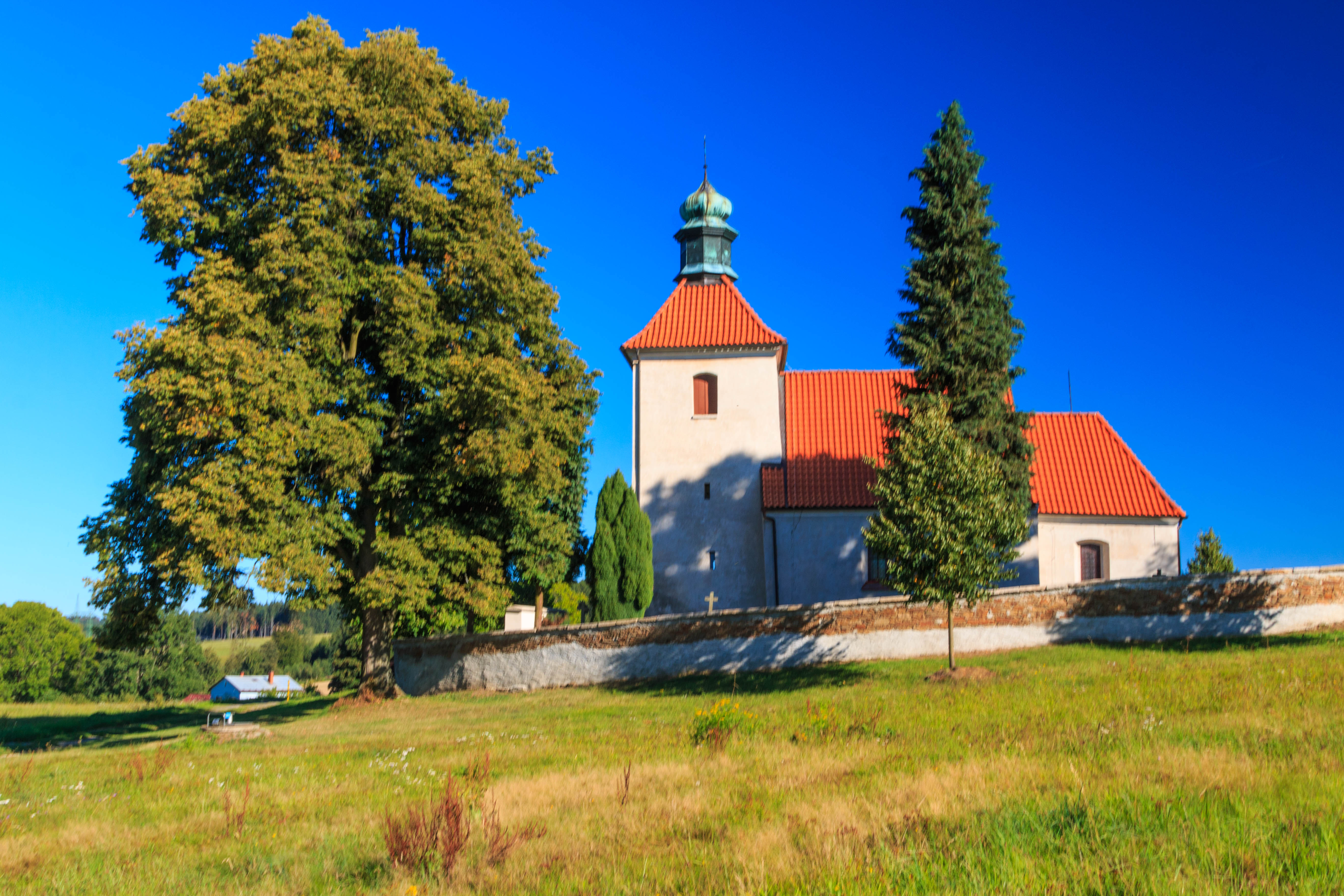
Kostel svatého Jana Křtitele v Sačanech
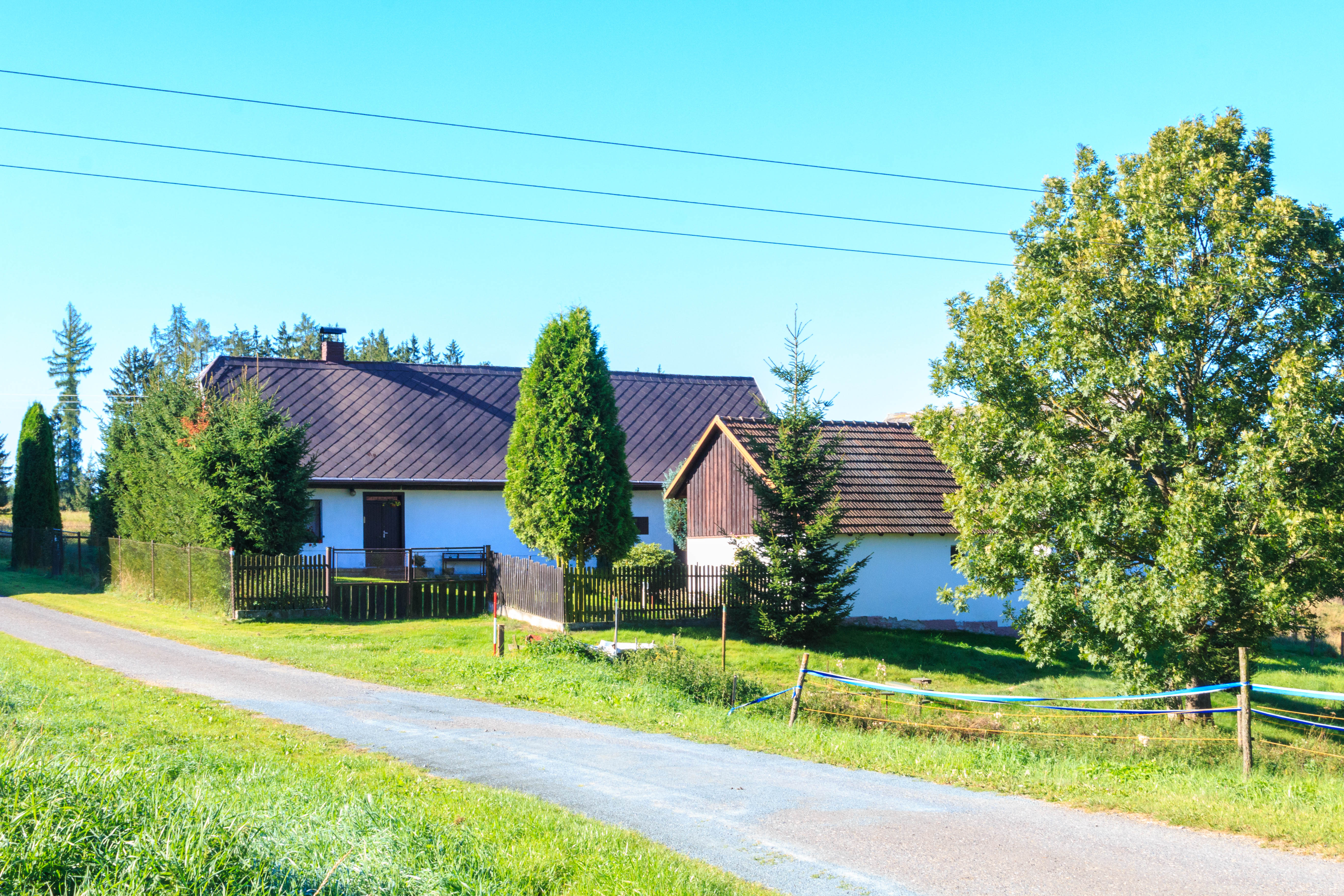
Sačany - čp. 27
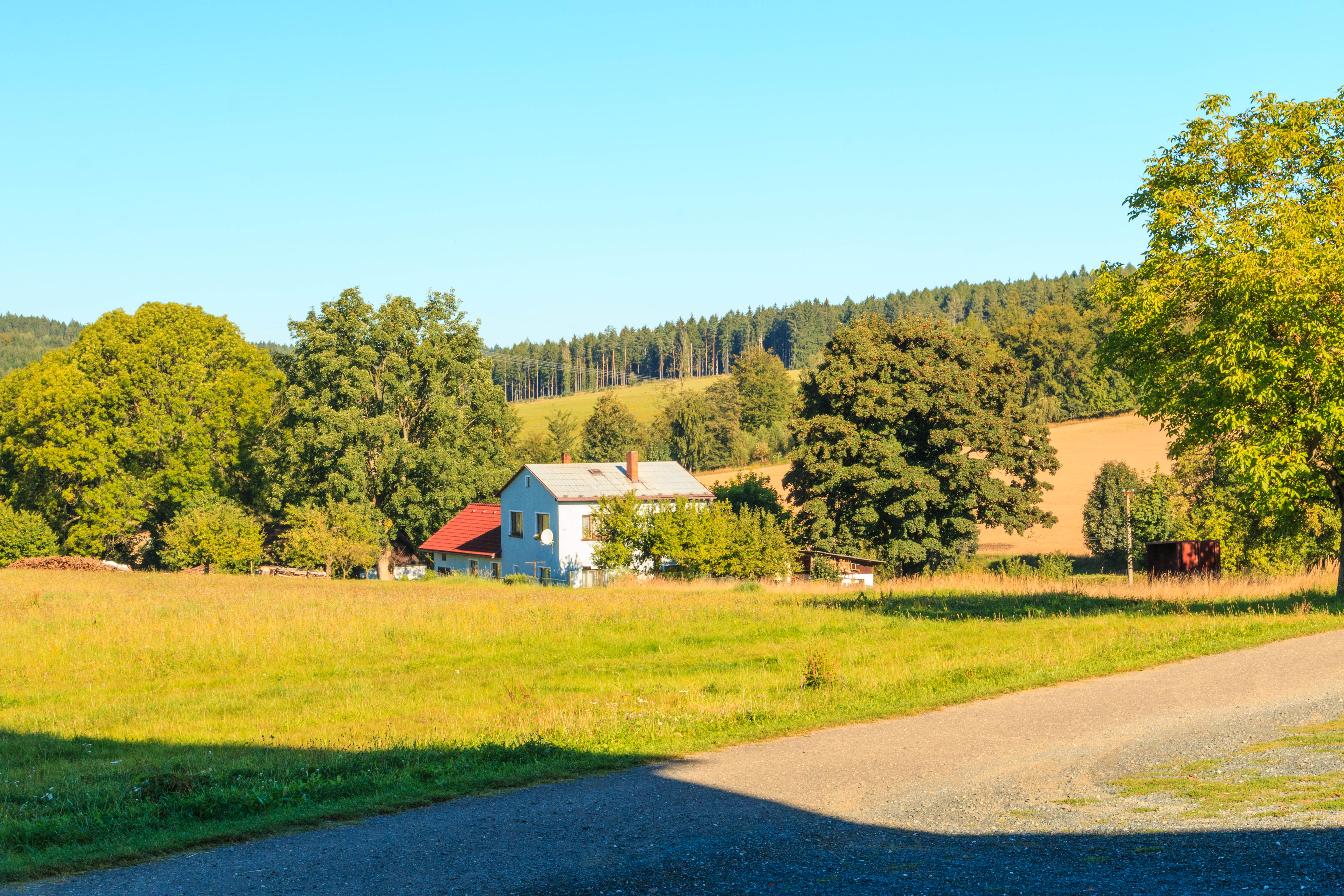
Sačany - č. 26.jpg